# Прапор Кот-д'Івуару
Прапор Кот-д'Івуару — один з офіційних символів держави Кот-д'Івуар. Прийнятий 4 грудня 1959.
Складається з трьох рівновеликих вертикальних смуг (за зразком прапора Франції).
Помаранчева смуга символізує савану і родючість землі, біла — світло, зелена — надію і ліси півдня країни. Ідентичність (за винятком порядку кольорів відносно держака) прапора Ірландії — випадковість.